# .so
.soはソマリアに割り当てられている国別コードトップレベルドメイン(ccTLD)。

## 歴史

### 無政府状態
2007年時点では、ソマリアに確認できる政府が存在しないため、このドメインの機能は停止しており、公式にはピッツバーグに住所のある会社に委任されていた。WHOISおよびルートサーバには.soドメインのネームサーバとして3つのホスト名が登録されているが、そのいずれも.soドメインの情報を持っていない。したがって、このドメインを利用する事が出来なかった。

### 登録再開
2010年11月より、ソマリア暫定政府による統治が行われているため登録予約が再開され、2010年11月1日(UTC 00:00)から同月30日(UTC 23:59)までの期間で商標登録者優先登録（サンライズ）が実施されていた。
そして、2010年11月以降は下記の通りに進んでいき、2011年3月1日より利用が再開された。
- 2010年12月1日より商標登録者優先登録のオークション開始
- 2010年12月16日(UTC 00:00) - 2011年2月9日(UTC 23:59) の間に先行予約
- 2011年2月10日 から先行予約ドメイン名のオークション開始
- 2011年3月1日(UTC 00:00) より一般登録が開始された。

### SONICへの移管
2015年7月8日、ソマリアネットワークインフォメーションセンター(Somali Network Information Center, SONIC)に移管された。